# لامدرسية

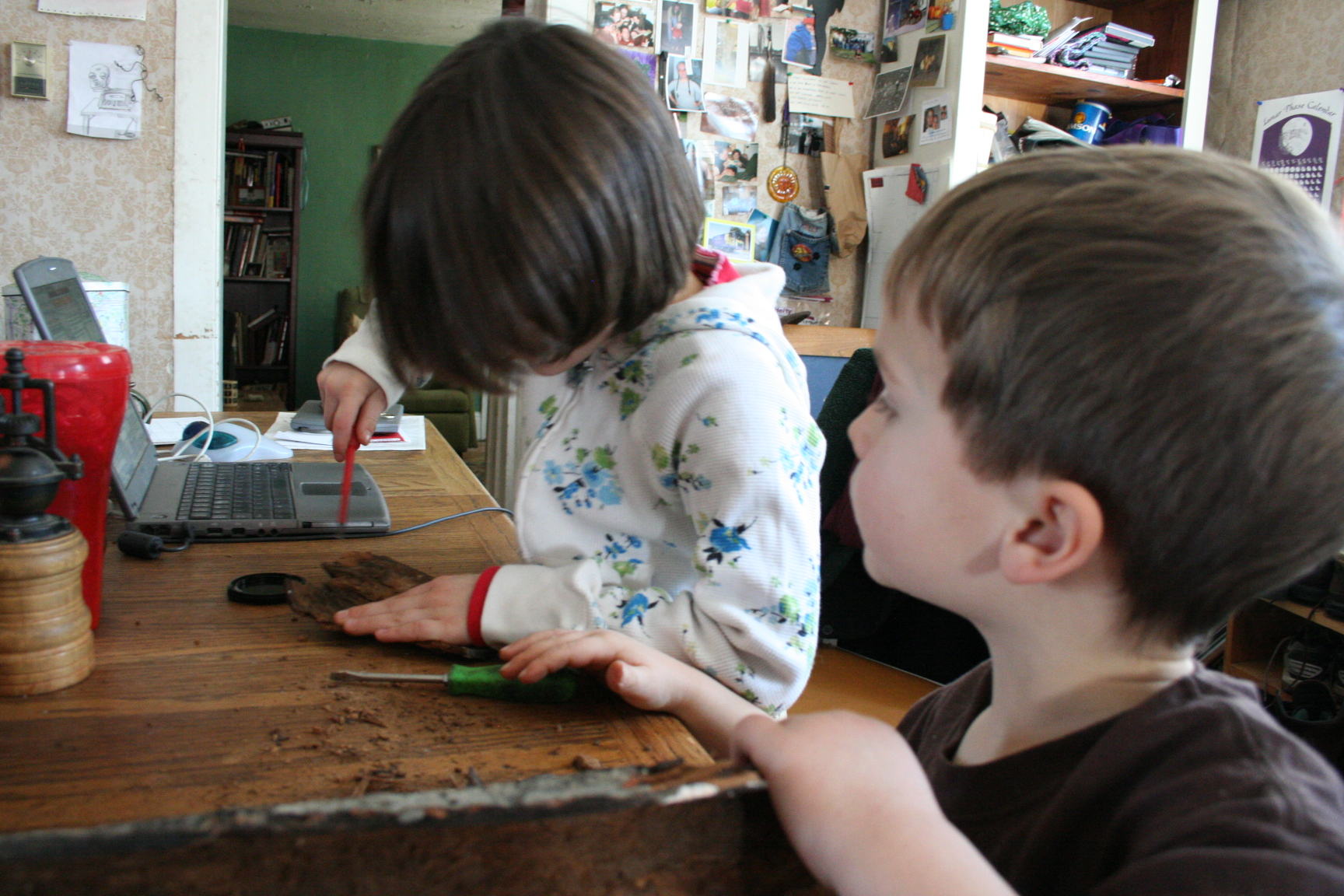
أطفال يبحثون عن آثار الحشرات في لحاء الأشجار كجزء من نشاط غير مدرسي

اللامدرسية (بالإنجليزية: Unschooling) هي شكل من أشكال التعليم يعتمد فيها التعلم على اهتمامات وميول ورغبات وأهداف المتعلم، ويشار إليها أيضا بالتعلم الفطري أو التعلم الاستكشافي أو التعلم الذاتي أو التعلم الموجه ذاتيا.
تتطابق اللامدرسية مع أشكال التعليم المنزلي الأخرى في أن النظام التعليمي للطالب ليس موجها من قبل معلمين أو مناهج دراسية، ومع ذلك فإن للطالب اللامدرسي حرية الانتفاع من المعلمين أو الإطلاع على الكتب الدراسية فهو المسؤول والمتحكم التام في الطريقة التي يتعلم بها، وهو من يختار كيف وأين وماذا ولماذا يتعلم، وما يفعله والديهم يقتصر على تيسير الظروف والبيئة المحيطة بهم فهم يوفرون لهم المصادر المختلفة ويقدمون لهم النصائح إذا طلبوا منهم ذلك ويكونون في عونهم متى أرادوا. واللامدرسية بصفة عامة تبدأ مع الفضول الفطري للطفل وتتسع من هنا كامتداد لاهتماماته ورغباته الخاصة.
أول من استخدم مصطلح اللامدرسية هو الكاتب الأمريكي جون هولت، الذي ألف العديد من الكتب والمطبوعات حول التعليم منها مجلة مهتمة باللامدرسية تدعى Growing Without Schooling أو تنشئة بدون مدرسة.

## الفلسفة العامة

### التعليم التقليدي
اللامدرسيون بصفة عامة يؤمنون بأن حب الاستطلاع شيء غريزي وأن الأطفال يحدسون ما هو ضروري بالنسبة لهم لكي يصبحوا أفرادا راشدين. الكثير منهم يؤمن بأن المدارس العامة التقليدية تمأسس البشر وتطبق عليهم منطق المصانع «مقاس واحد يناسب الجميع» وأنها ليست جديرة باستغلال أوقات هؤلاء الأطفال لأنها تحصر مهاراتهم الادراكية في نطاق معرفي واحد وتطالبهم بتعلم موضوع محدد بأسلوب محدد وبخطوات محددة وفي وقت محدد بغض النظر عن اهتمامات الطفل وأهدافه واحتياجاته الحالية أو المستقبلية أو درايته المسبقة بالموضوع محل التعلم.
الكثير من اللامدرسيين يتفقون مع جون هولت في قوله «شعور الأطفال بالقلق من كونهم في موضع الاختبار يخلف عنه رهبة من الفشل والعقاب والخزي مما يحد بشدة من قدراتهم على التصور والتذكر ويطيح بهم بعيدا عن المادة موضع التعلم ليحيل الأمر إلى مجرد خطط واستراتيجيات للتحذلق على المدرسين والسعي لإقناعهم بأنهم يعرفون ما لا يعرفونه حقا».

### فلسفة المعرفة عند اللامدرسيون
يؤمن اللامدرسيون بأن تعلم موضوع محدد أقل أهمية من أن يتعلم المرء «كيف يتعلم» أو على حد تعبير آليك بورن «من الممكن أن تحشو العقل بملايين الحقائق والمعلومات لكنه مع ذلك سوف يظل غير متعلم» أو بتعبير جون هولت «بما أننا لا نعلم نوعية المعرفة التي سوف تكون ملحة في المستقبل فمن الحمق تدريسها مقدما والأحرى بنا أن نبث الإيمان في نفوس محبي المعرفة بقدرتهم على تعلم ما ينبغي تعلمه في أي وقت».
في الواقع، لا يؤمن معظم اللامدرسيون بأن هناك فرع محدد من المعرفة يجب على المرء أن يتخصص فيه ويكرس له حياته بأسرها. بل يؤمنون بأن الأطفال إذا أتيحت لهم الفرصة لكي ينفتحوا بقدر كافي على العالم سوف يرون بوضوح ما هو المهم بالنسبة لهم ولغيرهم. وسيصنعون لأنفسهم مسارا أفضل من الذي يمكن أن يصنعه لهم أي شخص آخر

### العلاقات الاجتماعية
دوافع اللامدرسيون ليست تعليمية بحتة فهناك أيضا دوافع اجتماعية، فكثير منهم يرى أن نظام الفصل العمري المتبع في المدارس والذي يقضي بعزل الفئات العمرية الغير متماثلة عن بعضها البعض، يؤسس لبيئة اجتماعية غير صحية ويشعرون بأنه من الأفضل لأبنائهم أن يحتكوا بأناس من مختلف الأعمار والخلفيات في سياقات متنوعة.
و يعتقد دائما أن الأطفال اللامدرسيون أكثر نضجا من نظرائهم المدرسين ويعتقد الكثير من الناس أن هذا ناتج عن الفرص الكثيرة التي تتاح لهم للتواصل مع قطاع عريض من الناس.

## القبول بالجامعات
طبقا لمقال التعليم المنزلي: العودة للمستقبل فإن معظم الجامعات تقبل اللامدرسيين. المقال ينص على أنه «في حالة غياب وثيقة إنهاء المرحلة الثانوية أو نسخة منها فإنه بإمكان المتقدمين عوضا عن ذلك، أن يقدموا عينات أو نماذج من أعمالهم، خطابات توصية أو درجات اختبارات ستانفورد» بعض الجامعات تعتبر اللامدرسيين كنزا قيما وذلك لأن لديهم شغف كبير بالمعرفة وحب التعلم.

## النقد الموجه لللامدرسية
- بعض الأطفال تعوزهم البصيرة لتعلم الأشياء التي سوف يحتاجون معرفتها في حياتهم بعد الكبر.
- قد توجد هناك ثغرات في تعليم الطفل ما لم يوجد محترفون تعليميون يتأكدون من أن المادة قد غطيت بالكامل.
- لأن المدارس توفر مصدرا جاهزا للأصدقاء بينما قد يصعب على الأطفال الذين لا يرتادون المدرسة أن يكونوا الصداقات أو يطورون مهاراتهم الاجتماعية أكثر من نظرائهم بالمدرسة.
- لأن المدرسة تجمع خليطا من التلاميذ الصغار والراشدين في مكان واحد، بينما قد يصعب على الأطفال خارج المدرسة أن ينفتحوا مباشرة على أفراد ذوي ثقافات مختلفة وينحدرون من طبقات اجتماعية متباينة على عكس الحال في المدرسة.
- بعض الأطفال ليس لديهم حافز لتعلم أي شيء، وفي الغالب سوف يقضون أوقاتهم في مساع غير تعليمية ما لم يجبروا على فعل أي شيء آخر.
- ربما قد لا يقدر كل الآباء على خلق بيئة موازية للمدرسة أو ربما ليس لديهم الصبر والمهارات المطلوبة لاستثارة فضول الطفل وتشجيعه.
- لأنهم غالبا ما تعوزهم شهادة ثانوية من مدرسة معتمدة، لذا؛ فقد يكون من الصعب عليهم الالتحاق بإحدى الكليات أو التقديم على وظيفة فيما بعد.
- الأطفال الذين يديرون تعليمهم بأنفسهم قد لا تتوفر لديهم القدرة على قبول التوجيه من الآخرين.

## مراكز الدعم
تعتبر مراكز التعليم المنزلي والتعليم اللامدرسي والتعليم الموجه ذاتيا ظاهرة حديثة نسبيا، معظم هذه المراكز تأسست بواسطة (ومن أجل) أشخاص متعلمين منزليا أو لا مدرسيين. بينما مراكز أخرى ك «نورث ستار: التعليم الموجه ذاتيا للمراهقين» الواقع في امهيرست بماساتشوستس، تجتذب أناسا ليسوا حاليا من اللامدرسيين لكن لديهم رغبة في تجربة شكل جديد من التعليم.

## مؤيدون بارزون لللامدرسية
- كاترين بيكر
- ساندرا دود
- باتريك فارينغا
- جويس فيترول
- فاليري فيتزنريتر
- جان فورشن-وود
- جون تايلور جاتًو
- هيلين هيجينر
- جون هولت
- جان هانت
- ايفان اليتش
- جريس لويلين
- ويندي بريسنيتز

## وصلات خارجية
- تاريخ اللامدرسية.
- مجلة عن التعليم الموجه ذاتيا تنشر مقالاتها الكاملة على الإنترنت.
- مقالات ومنتديات نقاش عن اللامدرسية.
- مجلة تنشئة بدون مدرسة.
- فيلم وثائقي عن اللامدرسية.

## مقالات إضافية
التعليم المنزلي (من موقع بوصلتك) http://your.boosla.com/showArticle.php?Sec=Miscellaneous&id=2